# Calfreisen
Calfreisen (en romanche Chiaunreis) era una comuna suiza del cantón de los Grisones, situada en el distrito de Plessur, círculo de Schanfigg. Limitaba  al norte con la comuna de Trimmis, al este con Castiel, al sur con Tschiertschen-Praden, y al oeste con Maladers. El 1 de enero de 2013 se fusionó en la comuna de Arosa junto con las antiguas comunas de Castiel, Langwies, Lüen, Molinis, Peist y Sankt Peter-Pagig.